# Ocell del paradís d'Estefania
L'ocell del paradís d'Estefania (Astrapia stephaniae) és una espècie d'ocell de la família dels paradiseids (Paradisaeidae) que habita els boscos de muntanya de l'est i sud-est de Nova Guinea.